# اشبتسلة
إشبِتْسِلة أو شبتزلي[بحاجة لمصدر] أو (نقحرة: شْبيتْسْلْه) (بالألمانية: Spätzle) هي نوع من أنواع الشعيرية أو المكرونة من المطبخ الألماني ولها أصولٌ في المطبخ النمساوي والمجري، اسمها يُشتق من اسم الدوري الصغير في الألمانية. كانت تعد بواسطة اليد أو الملاعق قبل اختراع المكنات التي تصنعها آلياً. أساس عجينتها هو البيض والطحين. تجعل قطع صغيرةٌ منها على شكل كرات صغيرة وتسلق في الماء، وقد تحمَّصُ هذه الكرات في الزبدة. أصلها غير معروف وعدة مناطق تدعي أن الأصل قد نشأ منها. ذُكِرت هذه الأكلة في عام 1725م لكن هناك تقديرات تشير إلى نشوء هذا الطبق قبل هذا التاريخ.

## معرض صور

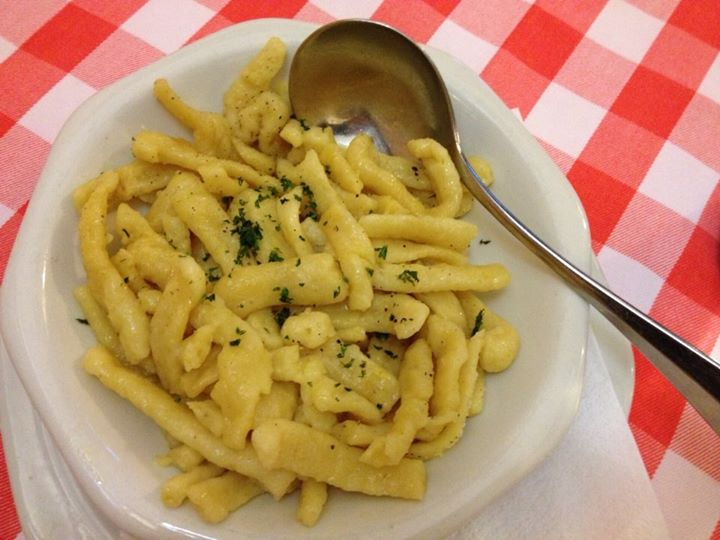
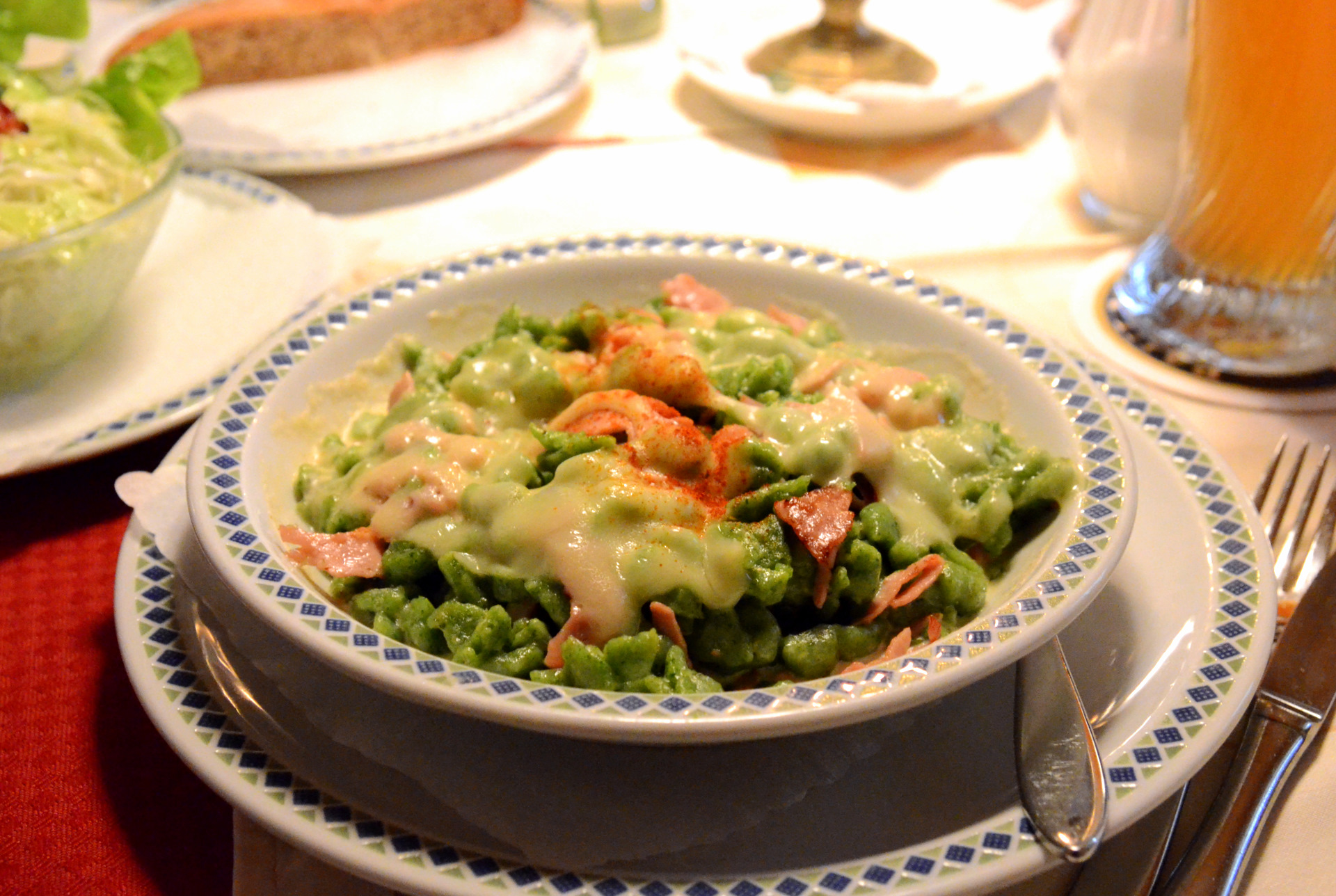
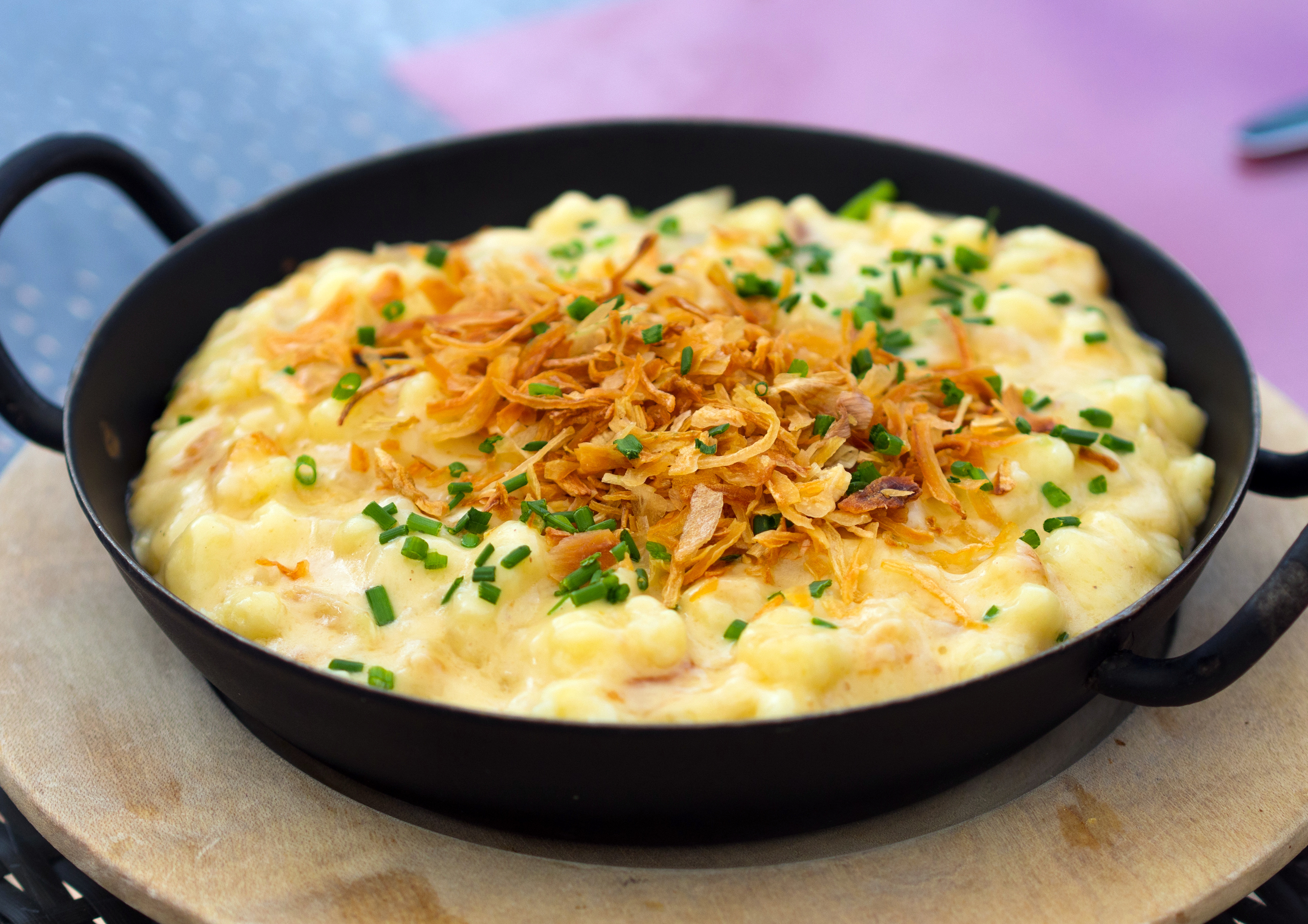